# Neualpenbach
Der Neualpenbach ist ein Fließgewässer in Bayern. Er entsteht an den Nordhängen des Lapberg unterhalb der Lapbergschneid, fließt ostwärtig an der Neu-Alm vorbei und bildet zusammen mit dem Bernauer Bach die Quellflüsse der Weißen Valepp.